# Hopfenklee
Der Hopfenklee (Medicago lupulina), auch Hopfen-Luzerne, Zetterklee oder Gelbklee genannt, ist eine Pflanzenart aus der Gattung Schneckenklee (Medicago). Er ist in Eurasien und Afrika weitverbreitet. Der Hopfenklee wird selten als Futterpflanze kultiviert und als Wildgemüse genutzt.

## Beschreibung

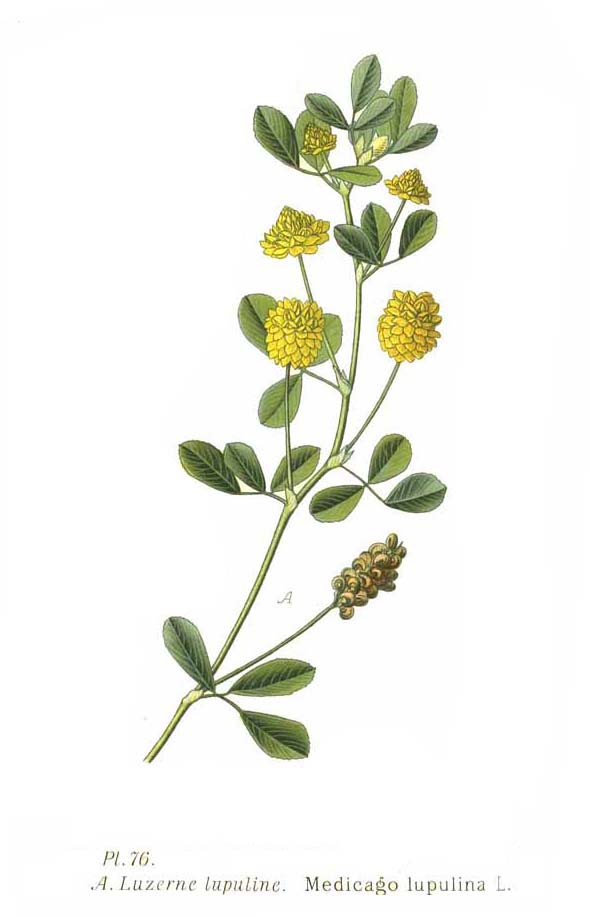
Chimäre: Die Illustration vereinigt Merkmale des Hopfenklees (Früchte) mit Merkmalen des Feld-Klees (Trifolium campestre), dem die Formen der Blüten und Blütenköpfe zuzuordnen sind.

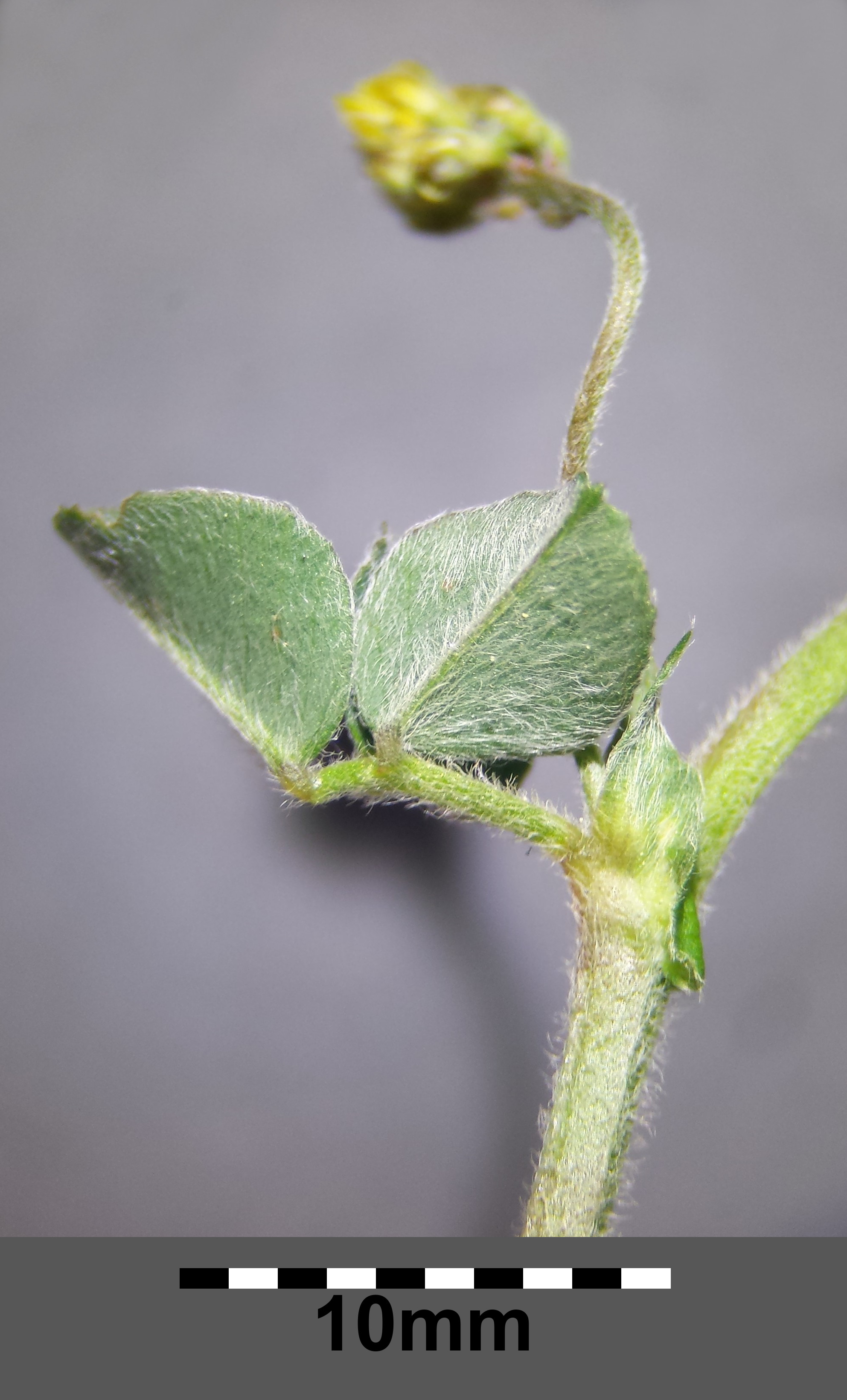
Stängel mit Laubblatt mit Nebenblättern und Blütenstand

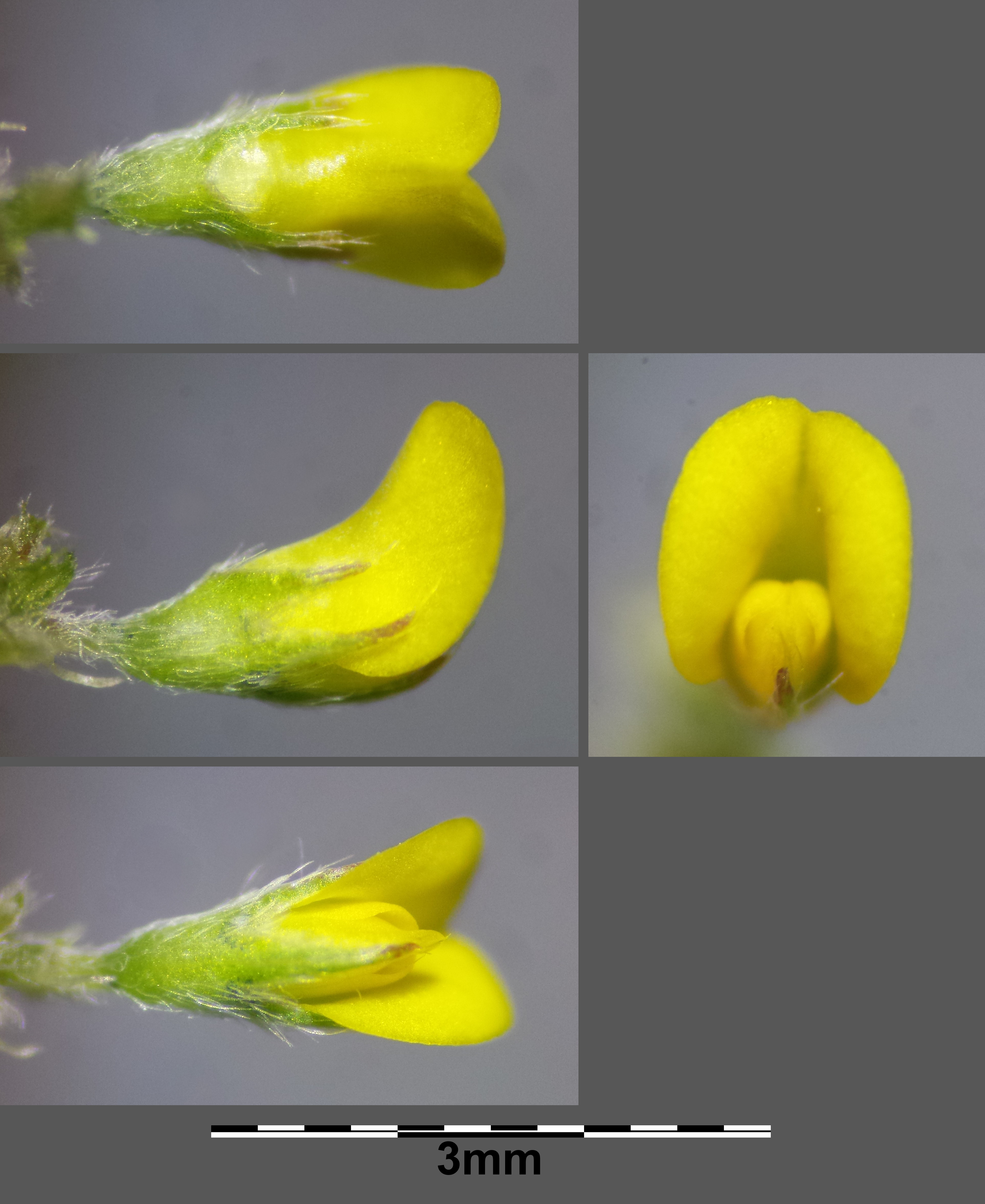
Zygomorphe Blüte

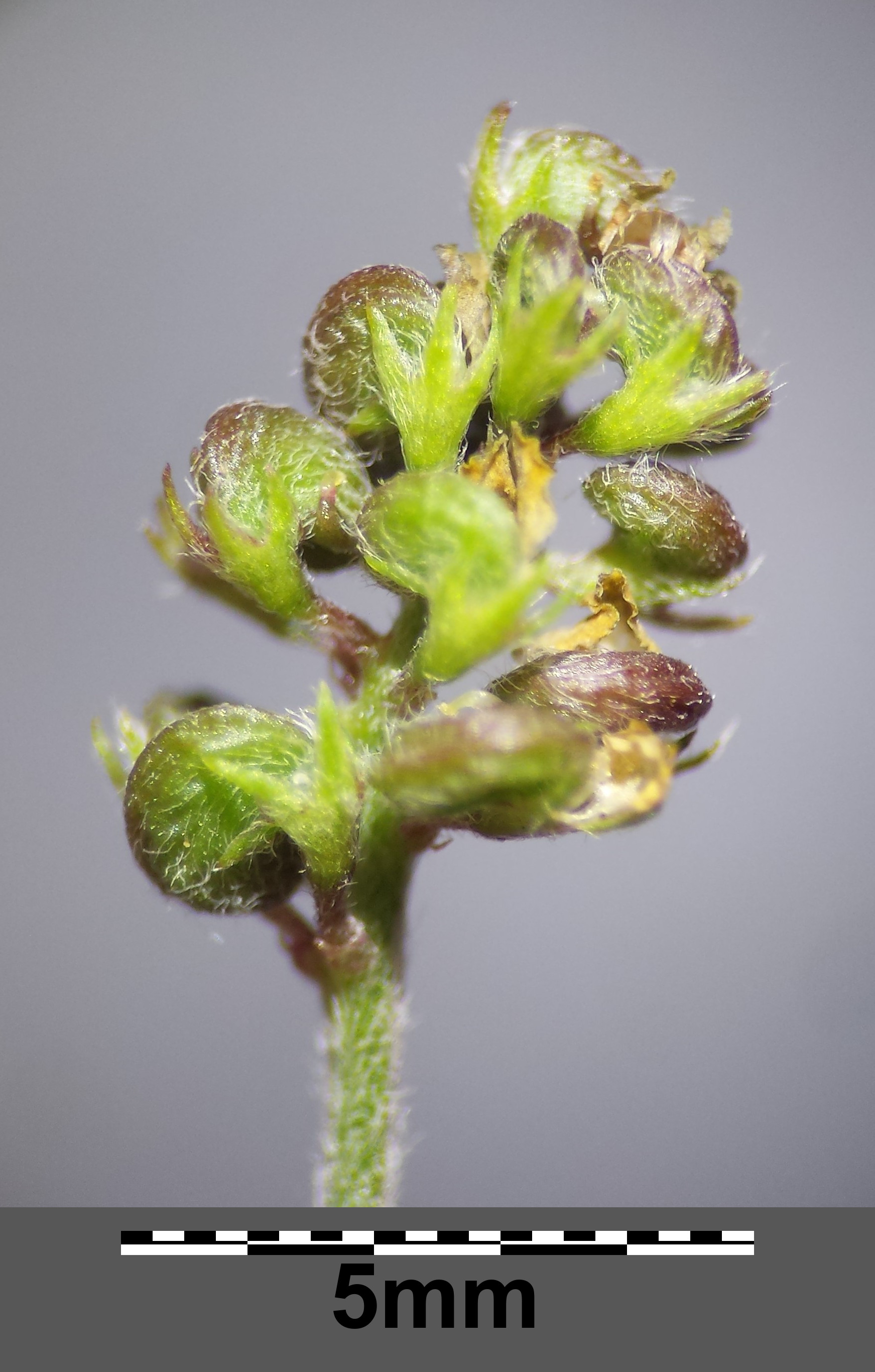
Fruchtstand

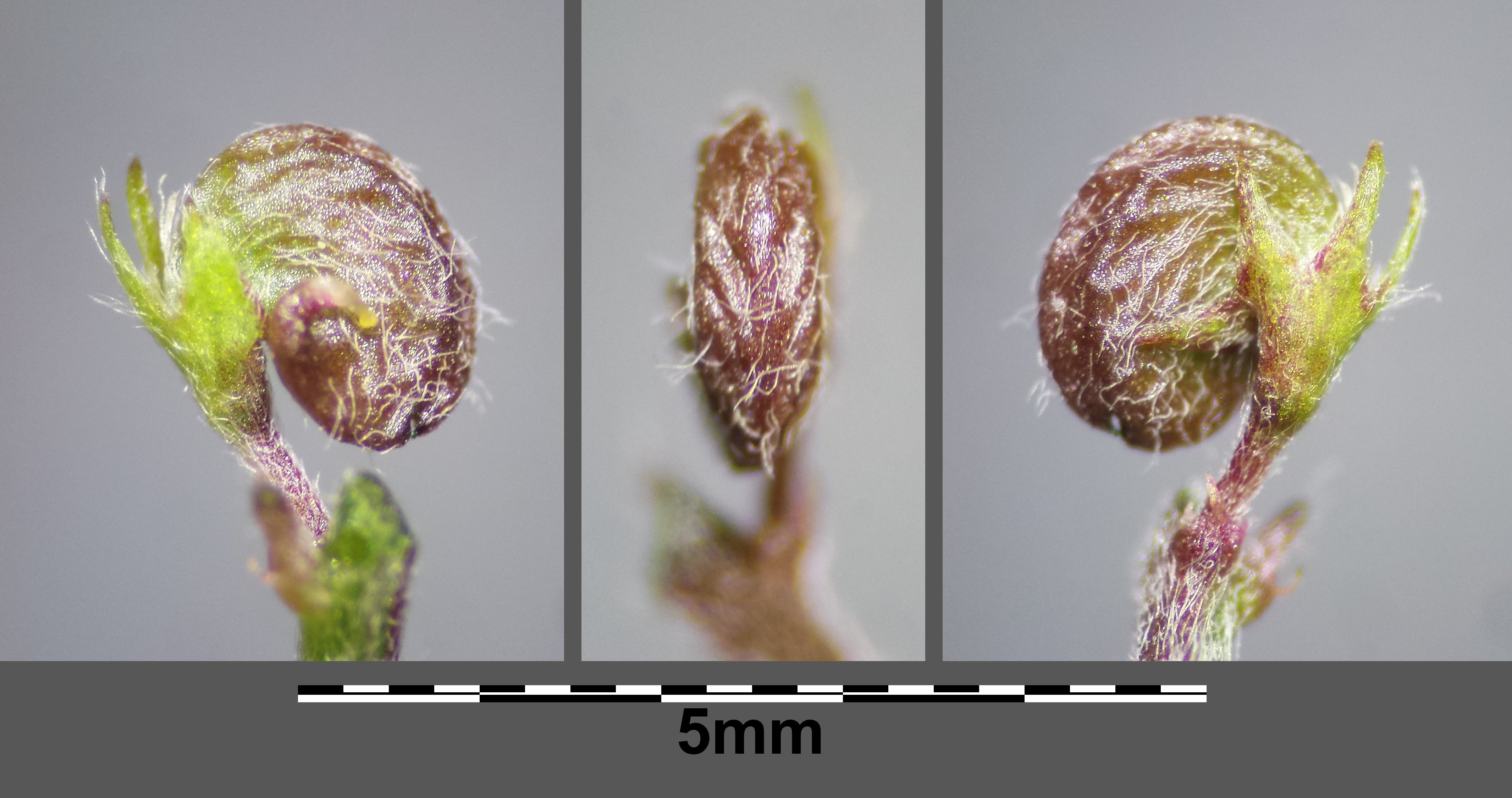
Kreisförmige Hülsenfrucht

### Erscheinungsbild und Blatt
Der Hopfenklee wächst als überwinternd grüne, ein- oder zweijährige krautige Pflanze und erreicht Wuchshöhen von 10 bis 50 Zentimetern. Die niederliegenden bis aufsteigenden Stängel sind kantig, oft ästig und behaart. Er besitzt eine Pfahlwurzel, die bis 50 Zentimeter lang werden kann.
Die wechselständig und spiralig angeordneten Laubblätter sind in Blattstiel und Blattspreite gegliedert. Der Blattstiel ist an den unteren Blättern 3 bis 8 Zentimeter lang, an den oberen viel kürzer. Die Blattspreite ist dreiteilig gefiedert. Die Blattfiedern sind verkehrt-eiförmig, fein gesägt und an der Spitze oft ausgerandet mit einer Fortsetzung der Mittelrippe (Medicago-Zahn). Die Fiederblättchen können bis 18 Millimeter lang und ebenso breit werden. Sie sind fast ganzrandig oder vorn mehr oder weniger gezähnelt. Die Nebenblätter sind breit eiförmig bis lanzettlich spitz, ganzrandig oder gezähnt.

### Blütenstand, Blüte und Frucht
Die Blütezeit reicht von Mai bis Oktober. Die relativ kleinen, kugeligen, traubigen, blattachselständigen Blütenstände enthalten 10 bis 50 Blüten und erinnern an die des Hopfens; daher der Trivialname Hopfenklee. Die Blütenstände sind 4 bis 5 Millimeter breit, anfangs kugelig und später etwas verlängert. Die zwittrigen Blüten sind bei einer Länge von 2 bis 5 Millimetern als Schmetterlingsblüte zygomorph mit doppelter Blütenhülle. Der Kelch ist etwa halb so lang wie die Fahne, er ist behaart und trägt vorn dreieckig-lanzettliche Zipfel. Die Krone ist gelb bis dunkelgelb; sie wird später nicht braun und fällt ab. Die Nägel der Kronblätter sind am Grund verwachsen. Das Schiffchen ist sehr klein. Der Fruchtknoten ist unterseits lang behaart. Der Griffel ist dick und zur Blütezeit so lang wie der Fruchtknoten. Die bei Reife braunschwarze Hülsenfrucht ist fast nierenförmig, besitzt drei bis fünf verästelte Längsnerven und ist einmal gewunden (Gattung Schneckenklee). Sie ist  etwa 2 bis 3 Millimeter lang.

### Chromosomenzahl
Die Chromosomenzahl beträgt 2n = 16 oder 32.

## Ähnliche Arten
Die Hopfen-Luzerne (Medicago lupulina) ist im Habitus dem Faden-Klee (Trifolium dubium) und anderen gelb blühenden Arten der Gattung Trifolium ähnlich wie zum Beispiel dem Feld-Klee (Trifolium campestre). Bei diesen Trifolium-Arten bleibt allerdings die trockene Blütenkrone an der klein bleibenden Frucht erhalten. Beim Hopfenklee geht die Krone nach der Blüte schnell verloren und die schneckenartig gedrehten Früchte sind schon vor der Vollreife gut zu sehen. Während beim Hopfenklee der Kelch behaart ist, ist er beim Fadenklee kahl.

## Ökologie
Der Hopfenklee ist ein Therophyt bzw. ein Hemikryptophyt mit langer spindelförmiger Wurzel und eine Pionierpflanze. Vegetative Vermehrung geschieht durch Sprossverjüngung durch Adventivsprosse, die auch an den Wurzeln gebildet werden können. Er wurzelt bis 50 Zentimeter tief.
Blütenökologisch handelt es sich um nektarführende Schmetterlingsblumen mit Explosionsmechanismus, dabei schnellen die Staubblätter beim ersten Insektenbesuch aus dem Schiffchen heraus und drücken sich dem Insekt an den Bauch.
Die Bestäubung erfolgt durch die Honigbiene und andere kleine Bienenarten und durch verschiedene Dipteren; nach dem Insektenbesuch ragt die Geschlechtssäule aus dem kleinen Schiffchen hervor; Selbstbestäubung ist möglich, führt aber zu geringerem Fruchtansatz.
Die Ausbreitung der Früchte (einsamige Nüsse) erfolgt durch das Wasser (Regenschwemmling) und durch den Menschen.

## Variabilität der Art

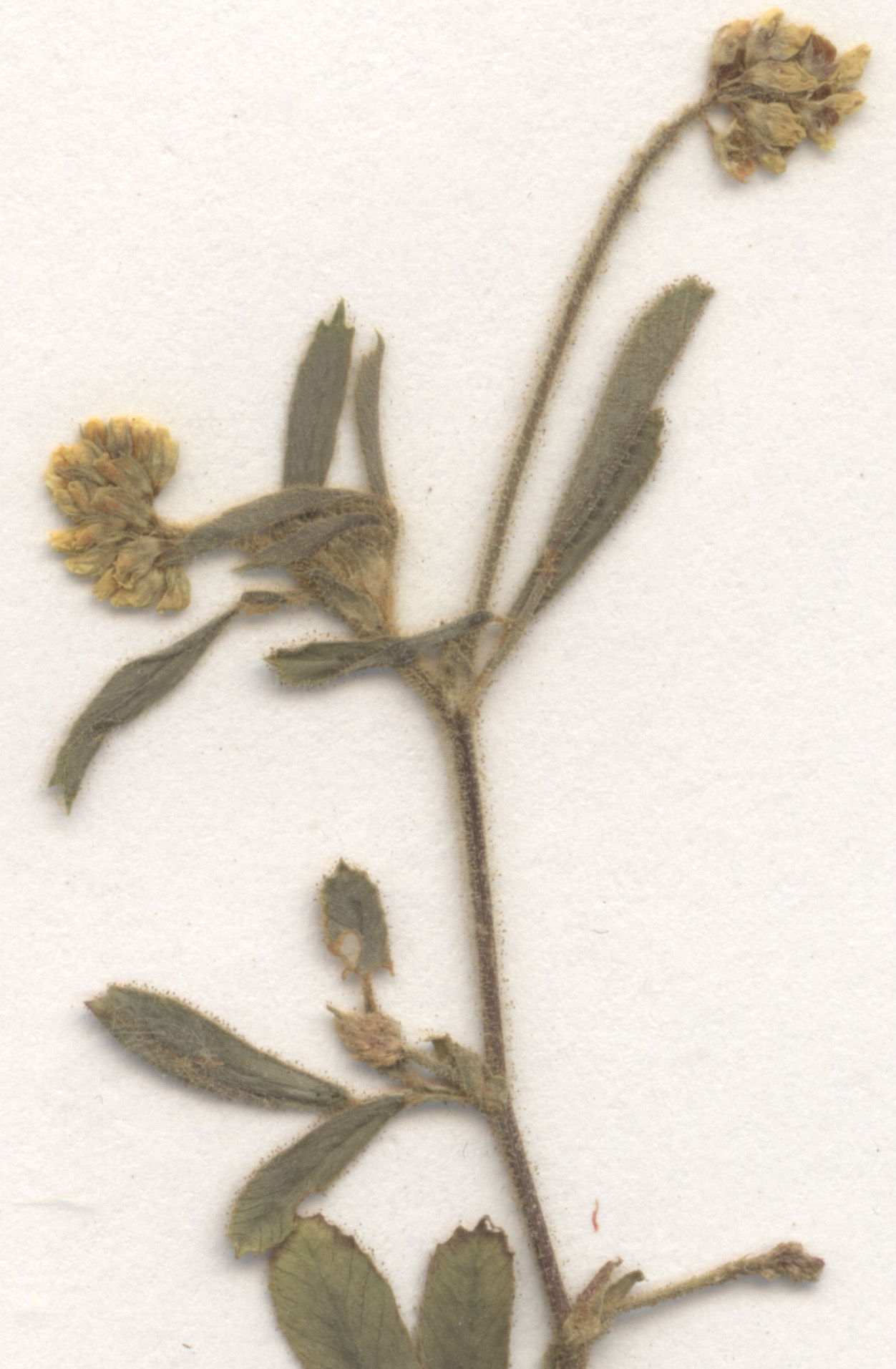
Medicago lupulina var. glandulosa (Herbarbeleg, Fundort Unterfranken, 1981)

Medicago lupulina ist je nach Standort, Düngung, Mahd und Beweidung sehr veränderlich. Doch steht wohl nur wenigen der vielen beschriebenen „Abarten“ und „Sorten“ ein systematischer Wert zu. Auf feuchtem, gedüngtem Boden werden Laubblätter und Blütenstiele bedeutend größer, an offenen, trockenen Wuchsorten können die Stängel sehr lang und zäh, ja fast dornenartig werden.
Als eine der Varietäten sei Medicago lupulina var. glandulosa Mertens & Koch erwähnt. Diese zeichnet sich durch eine drüsige Behaarung der Früchte oder auch aller oberirdischen Pflanzenteile aus; oft ist sie auch noch stärker seidig behaart. In Deutschland kommt diese Varietät wohl nur in den warmen Tieflagen, nämlich dem Oberrheintal, Neckargebiet und Frankens vor. Außerhalb Deutschlands sind Funde aus Nordamerika und Japan bekannt.

## Vorkommen
Das Verbreitungsgebiet von Medicago lupulina erstreckt sich im Norden bis Skandinavien; im Osten bis Zentral- und Ostasien; im Süden bis zum Himalaja und bis Nord- und Ostafrika. Der Hopfenklee kommt fast in ganz Europa vor. Nur in Island und Moldau kommt er eingeschleppt vor.
Medicago lupulina kommt in ganz Eurasien vor, besonders in den mittleren und südlichen Regionen. Der Hopfenklee fehlt nur im mitteleuropäischen Tiefland und in Gegenden mit kalkarmem Gestein in kleineren Gebieten; sonst kommt er in Mitteleuropa sehr häufig vor. In Österreich ist sie sehr häufig und in allen Bundesländern anzutreffen. Durch Saatgutverunreinigung, botanisch auch als Speirochorie bezeichnet, ist sie heute nahezu weltweit verbreitet. Sie gehört daher in einzelnen Regionen zu den sogenannten Neophyten. Der Hopfenklee kann seit der Bronzezeit in Süddeutschland nachgewiesen werden.
Der Hopfenklee besiedelt in Mitteleuropa Wegränder, Dämme, Erdanrisse, Raine, trockene Fettwiesen, Kalk-Magerrasen (Halbtrockenrasen) und Äcker. Er wird gelegentlich zur Begrünung zusammen mit ausgesprochenen Pionierpflanzen auf rohen Böden ausgesät. Er steigt in den Alpen örtlich bis in Höhenlagen von etwa 1800 Metern. Er wurde früher gelegentlich als eiweißreiche Futterpflanze angebaut. Die Aussaat zur Begrünung hat sicher zu seiner weiteren Verbreitung in Mitteleuropa beigetragen.
Der Hopfenklee gedeiht am besten auf sommerwarmen, mäßig trockenen, basenreichen, kalkhaltigen, nicht allzu nährstoffarmen Lehm- oder Lößböden.
Nach Ellenberg ist er eine Halblichtpflanze, ein Mäßigwärmezeiger und eine Verbandscharakterart Subozeanischer Halbtrockenrasen (Mesobromion). Er kommt aber auch in Gesellschaften der Ordnung Arrhenatheretalia und der Verbände Caucalidion, Fumario-Euphorbion oder Sisymbrion vor. In den Allgäuer Alpen steigt er im Tiroler Teil auf der Mittleren Hochalpe bei Steeg bis zu einer Höhenlage von 1500 Metern auf.
Die ökologischen Zeigerwerte nach Landolt et al. 2010 sind in der Schweiz: Feuchtezahl F = 2 (mäßig trocken), Lichtzahl L = 3 (halbschattig), Reaktionszahl R = 4 (neutral bis basisch), Temperaturzahl T = 4 (kollin), Nährstoffzahl N = 3 (mäßig nährstoffarm bis mäßig nährstoffreich), Kontinentalitätszahl K = 3 (subozeanisch bis subkontinental), Salztoleranz 1 = tolerant.

## Taxonomie und Systematik
Die Erstveröffentlichung von Medicago lupulina erfolgte 1753 durch Carl von Linné in Species Plantarum Band 2, Seite 779. Das Artepitheton lupulina bedeutet "hopfen-artig" und rührt vom Hopfen (Humulus lupulus) her. Caspar Bauhin schreibt "capitulo lupuli" ("mit Köpfchen wie Hopfen"). Die Übersetzung als "wölfchenartig" ist unrichtig.
- In Sizilien kann eine Varietät Medicago lupulina var. cupaniana (Guss.) Boiss. unterschieden werden.[8] Francesco Cupani (1657–1710) hatte auf diese besondere Sippe aufmerksam gemacht. Giovanni Gussone hatte sie daher nach ihm benannt.

## Verwendung
Der Hopfenklee wird als Futterpflanze meist in Klee- und Grasmischungen kultiviert.